# Campionati mondiali di memoria

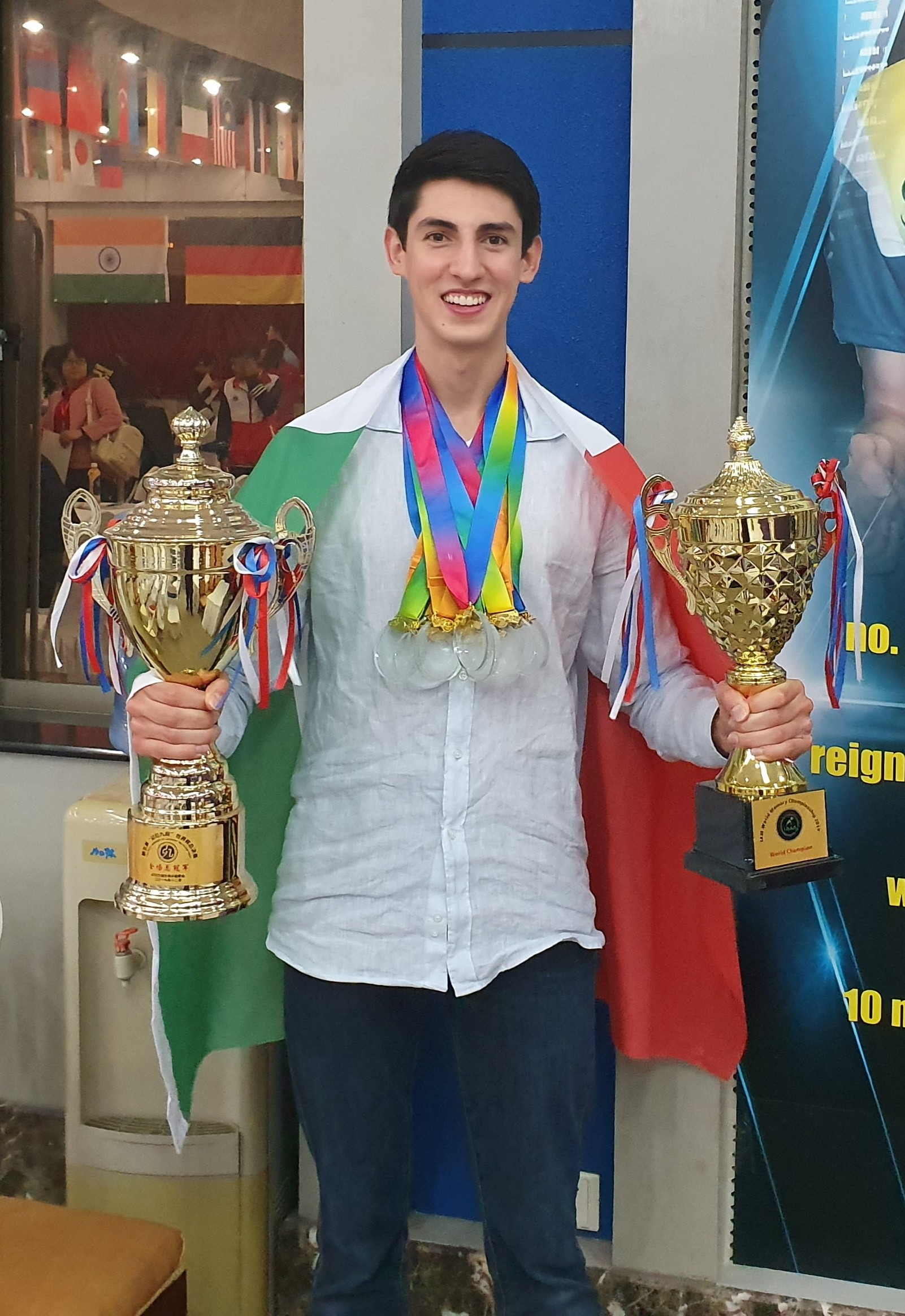
Andrea Muzii al campionato mondiale di memoria IAM 2019 a Zhuhai, Cina, dove ha vinto un titolo contestato.

I campionati mondiali di memoria sono una competizione organizzata di sport di memoria in cui i concorrenti memorizzano quante più informazioni possibili entro un dato periodo di tempo. Il campionato si svolge ogni anno dal 1991, ad eccezione del 1992. È stato ideato da Tony Buzan e cofondato da Tony Buzan e Ray Keene. Continua ad essere organizzato dal World Memory Sports Council (WMSC), fondato congiuntamente da Tony Buzan e Ray Keene. Nel 2016, a causa di una disputa tra alcuni giocatori e il WMSC, è stata lanciata l'Associazione Internazionale della Memoria (IAM - International Association of Memory). Dal 2017 in poi, entrambe le organizzazioni hanno ospitato i propri campionati del mondo.
L'attuale campione del mondo WMSC è Huang Jinyao dalla Cina. L'attuale campione del mondo IAM è Enrico Marraffa, secondo italiano a vincere il titolo mondiale.
Gli italiani gareggiano con il "Team Mnemonica" creato e allenato dall'ex campione del mondo Andrea Muzii,  campione conteso del campionato 2019.

## Formato
I campionati mondiali sono costituiti da dieci diverse discipline, in cui i concorrenti devono memorizzare quanto più possibile in un periodo di tempo:
1. Sequenze numeriche casuali in un'ora (ad esempio 23712892....)[10]. I partecipanti devono memorizzare il maggior numero di sequenze numeriche divise per righe in quel periodo di tempo.
2. Sequenze numeriche casuali in 5 minuti. I partecipanti devono memorizzare il maggior numero di sequenze numeriche divise per righe in quel periodo di tempo.
3. Numeri pronunciati, letti uno al secondo. La prima prova prevede la memorizzazione di 200 cifre, seguita da un'altra di 300 e infine un'ultima di 547. I partecipanti ascoltano una serie di cifre solo una volta e poi devono trascriverle nell'ordine corretto il più velocemente possibile[11]
4. Cifre appartenenti al sistema numerico binario in 30 minuti (ad esempio 011100110001001....). I partecipanti devono memorizzare il maggior numero di cifre binarie divise per righe in quel periodo di tempo.
5. Carte da gioco in un'ora appartenenti a diversi mazzi di 52 carte ciascuno (i partecipanti devono memorizzare il maggior numero di figure rappresentate sulle carte appartenenti a quanti più mazzi di carte possibili in quel periodo di tempo)[12]. Essi possono visualizzare l'ordine delle carte di diversi mazzi una volta e poi devono riprodurre l'ordine di esse in una sola ora.
6. Elenchi casuali di parole in 15 minuti[13]. I partecipanti devono memorizzare il maggior numero di parole in quel periodo di tempo.
7. Nomi e volti in 15 minuti[14]. I partecipanti devono memorizzare il maggior numero di nomi e volti in quel periodo di tempo.
8. Date storiche in 5 minuti (eventi immaginari e anni storici). I partecipanti devono memorizzare il maggior numero di date in quel periodo di tempo.
9. Immagini rappresentanti figure astratte in 15 minuti (WMSC, ad esempio immagini composte da punti in bianco e nero generati casualmente)/Immagini casuali in 5 minuti (IAM). In passato era presente un proiettore, dove venivano mostrate ai partecipanti diverse diapositive per circa due secondi ciascuna. Poi veniva fornito ai partecipanti un set di immagini contenente quelle da loro visualizzate insieme ad altre, ed essi dovevano riconoscere quelle viste[15]. In epoca moderna i partecipanti hanno uno schermo interattivo in cui le figure da memorizzare sono suddivise per righe e colonne[16]. I partecipanti devono memorizzare il maggior numero di figure in quel periodo di tempo.
10. Ordine di un mazzo di 52 carte da gioco il più velocemente possibile[17]. I partecipanti devono memorizzare l'esatto ordine delle figure rappresentate sulle carte in un mazzo. Essi possono visualizzare l'ordine delle carte una volta e poi devono riprodurre l'ordine di esse nel minor tempo possibile.

## Luoghi e vincitori
| #  | Anno  | Luogo        | Vincitore        |
| -- | ----- | ------------ | ---------------- |
| 1  | 1991  | Londra       | Dominic O'Brien  |
| 2  | 1993  | Londra       | Dominic O'Brien  |
| 3  | 1994  | Londra       | Jonathan Hancock |
| 4  | 1995  | Londra       | Dominic O'Brien  |
| 5  | 1996  | Londra       | Dominic O'Brien  |
| 6  | 1997  | Londra       | Dominic O'Brien  |
| 7  | 1998  | Londra       | Andi Bell        |
| 8  | 1999  | Londra       | Dominic O'Brien  |
| 9  | 2000  | Londra       | Dominic O'Brien  |
| 10 | 2001  | Londra       | Dominic O'Brien  |
| 11 | 2002  | Londra       | Andi Bell        |
| 12 | 2003  | Kuala Lumpur | Andi Bell        |
| 13 | 2004  | Manchester   | Ben Pridmore     |
| 14 | 2005  | Oxford       | Clemens Mayer    |
| 15 | 2006  | Londra       | Clemens Mayer    |
| 16 | 2007  | Bahrain      | Gunther Karsten  |
| 17 | 2008  | Bahrain      | Ben Pridmore     |
| 18 | 2009  | Londra       | Ben Pridmore     |
| 19 | 2010  | Guangzhou    | Wang Feng        |
| 20 | 2011  | Guangzhou    | Wang Feng        |
| 21 | 2012  | Londra       | Johannes Mallow  |
| 22 | 2013  | Londra       | Jonas von Essen  |
| 23 | 2014  | Hainan       | Jonas von Essen  |
| 24 | 2015  | Chengdu      | Alex Mullen      |
| 25 | 2016* | Singapore    | Alex Mullen      |

| 1 | 2017 | Jakarta                 | Alex Mullen             | Campione                |                         |                         |                         |
| 2 | 2018 | Vienna                  | Johannes Mallow         | Non Campione            |                         |                         |                         |
| 3 | 2019 | Zhuhai                  | Andrea Muzii            | Non Campione            |                         |                         |                         |
| - | 2020 | Competizione non svolta | Competizione non svolta | Competizione non svolta | Competizione non svolta | Competizione non svolta | Competizione non svolta |
| - | 2021 | Competizione non svolta | Competizione non svolta | Competizione non svolta | Competizione non svolta | Competizione non svolta | Competizione non svolta |
| - | 2022 | Competizione non svolta | Competizione non svolta | Competizione non svolta | Competizione non svolta | Competizione non svolta | Competizione non svolta |
| 4 | 2023 | Mumbai                  | Tenuun Tamir            | Non Campione            |                         |                         |                         |
| 5 | 2024 | Lund                    | Enrico Marraffa         | Non Campione            |                         |                         |                         |

| #  | Anno | Luogo        | Vincitore                         | Classifiche Combinate |
| -- | ---- | ------------ | --------------------------------- | --------------------- |
| 26 | 2017 | Shenzhen     | Munkhshur Narmandakh              | Non Campione          |
| 27 | 2018 | Hong Kong    | Wei Qinru                         | Campione              |
| 28 | 2019 | Wuhan        | Ryu Song I                        | Campione              |
| 29 | 2020 | Karachi§     | Emma Alam                         | -                     |
| 30 | 2021 | Ulaanbaatar§ | Munkhshur Narmandakh              | -                     |
| 31 | 2022 | Ulaanbaatar§ | Tenuun Tamir                      | -                     |
| 32 | 2023 | Sanya        | Huang Jinyao                      | Campione              |
| 33 | 2024 | Istanbul     | Mongolia Enkhjargal Uuriintsolmon | Campione              |

- * – I campionati del mondo 2016 sono stati ospitati dal WMSC ed è stato il primo campionato del mondo non riconosciuto dall'IAM, che quell'anno non ha ospitato un proprio campionato del mondo[18].
- § – Gli atleti generalmente gareggiavano nei rispettivi paesi date le restrizioni legate al COVID-19, con risultati combinati per determinare il campione del mondo. Hanno potuto partecipare solo gli atleti provenienti da paesi con un consiglio nazionale (la stragrande minoranza).

## Record
Di seguito è rappresentato un elenco aggiornato dei record mondiali e nazionali che può essere trovato sui siti web statistici dell'IAM e del WMSC. I migliori risultati sono elencati nella tabella seguente.
| Disciplina                                                                                         | Record        | Atleta                 | Evento                               |
| -------------------------------------------------------------------------------------------------- | ------------- | ---------------------- | ------------------------------------ |
| Memorizzazione di quante più sequenze numeriche possibili in un'ora                                | 4620 cifre    | Ryu Song I             | Campionato mondiale WMSC 2019        |
| Memorizzazione di quante più sequenze numeriche possibili in 5 minuti                              | 642 cifre     | Wei Qinru              | Korea Open Memory Championship 2024  |
| Memorizzazione di quanti più numeri pronunciati possibili                                          | 660 cifre     | Hu Xueyan              | Campionato mondiale WMSC 2024        |
| Memorizzazione di quante più possibili cifre binarie in 30 minuti                                  | 7485 cifre    | Ryu Song I             | Campionato mondiale WMSC 2019        |
| Memorizzazione di quante più possibili carte da gioco in un numero programmato di ore              | 2530 carte    | Kim Su Rim             | Campionato mondiale WMSC 2019        |
| Memorizzazione di quante più possibili carte da gioco nel minor tempo possibile                    | 12,74 secondi | Shijir-Erdene Bat-Enkh | IAM Corea Open 2018                  |
| Memorizzazione di quante più possibili parole casuali in 15 minuti                                 | 335 parole    | Prateek Yadav          | Campionato mondiale WMSC 2019        |
| Memorizzazione di quanti più possibili nomi e volti in 15 minuti                                   | 224 nomi      | Katie Kermode          | Campionato mondiale IAM 2018         |
| Memorizzazione di quante più possibili date storiche in 5 minuti                                   | 154 date      | Prateek Yadav          | Campionato mondiale WMSC 2019        |
| Memorizzazione di quante più possibili immagini rappresentanti figure astratte in 15 minuti (WMSC) | 1048 punti    | Huang Jinyao           | Campionati cinesi di memoria 2022    |
| Memorizzazione di quante più possibili immagini casuali in 5 minuti (IAM)                          | 775 punti     | Enrico Marraffa        | French Open Memory Championship 2025 |